# Thomas Balch
Pour les articles homonymes, voir Balch.
Thomas Balch, né à Leesburg (Virginie) le 23 juillet 1821 et mort à Philadelphie (Pennsylvanie) le 29 mars 1877, est un homme de loi et historien américain.

## Biographie
Il fit ses études à l'université Columbia et fut admis au barreau de Philadelphie en 1850. Entre 1859 et 1873, il séjourna à Paris tout en menant des recherches historiques dans plusieurs villes européennes.
Thomas Balch est connu surtout pour son ouvrage sur les origines de la guerre d'indépendance américaine, dont la deuxième partie relate l'histoire du corps expéditionnaire français conduit par le comte de Rochambeau pour soutenir les colons américains contre les troupes britanniques. Écrit en français et publié à Paris en 1872, cet ouvrage fut traduit en anglais et publié à Philadelphie par sa fille et son fils aînés entre 1891 et 1895.
Ses réflexions sur les tribunaux internationaux d'arbitrage, en partie inspirées par les écrits pacifistes d'Émeric Crucé, eurent par ailleurs une influence notable sur la rédaction du Traité de Washington ratifié entre les États-Unis et la Grande-Bretagne en 1871. Publiées pour la première fois en anglais en 1874, elles furent traduites en français en 1900.
Son fils cadet, Thomas Willing Balch, fut également historien et fonda dans la ville natale de son père une bibliothèque dédiée à sa mémoire.

## Principales publications
- Letters and Papers Relating Chiefly to the Provincial History of Pennsylvania: With Some Notices of the Writers, Philadelphia, 1855
- The Examination of Joseph Galloway, Esq., by a Committee of the House of Commons, Philadelphia, 1855
- Papers Relating Chiefly to the Maryland Line during the Revolution, Philadelphia, 1857
- Les Français en Amérique pendant la guerre de l'Indépendance des États-Unis 1777-1783, A. Sauton, Paris, 1872. Texte en ligne : Gallica Gutenberg. Ouvrage traduit en anglais par Edwin Swift Balch and Elise Willing Balch sous le titre The French in America during the War of Independence of the United States, 1777-1783, Philadelphia, 2 volumes, 1891-1895.
- International Courts of Arbitration, Philadelphia, 1874. Ouvrage traduit en français sous le titre Tribunaux internationaux d’arbitrage, Philadelphia, 1900.

## Sources
- Sources biographiques : Balch Family Papers, The Historical Society of Pennsylvania, 2005. Texte en ligne
- Sources bibliographiques : Library of Congress, Bibliothèque nationale de France.